# Gina Lombroso
Pour les articles homonymes, voir Lombroso.
Gina Lombroso (née Gina Elena Zefora Lombroso à Pavie le 5 octobre 1872 et décédée à Genève le 27 mars 1944), de son nom d'épouse Gina Lombroso-Ferrero (elle est l'épouse de Guglielmo Ferrero et la mère de Leo Ferrero), est une vulgarisatrice scientifique, médecin et écrivaine italienne. Elle est notamment connue pour ses activités d'édition, son militantisme et ses études sur la condition féminine et également le machinisme.
Elle est l'autrice d'une dizaine d'ouvrages dont L'anima della donna (1917-1918), traduit en 1924 sous le titre L'Âme de la femme et Le tragedie del progresso meccanico (1930), traduit en 1931 sous le titre La Rançon du machinisme, dans lequel elle voit dans l'industrialisation un symptôme de décadence intellectuelle et morale. Ce dernier ouvrage est cité élogieusement par Henri Bergson.

## Jeunesse et formation
« De sa nature elle était très douce, gaie et altruiste, la préférée de mon père et de tout le monde. » (Paola Lombroso Carrara (it) notes manuscrites sur sa sœur Gina).
Gina Lombroso était la seconde des cinq enfants de Cesare Lombroso (1835-1909), célèbre anthropologue et criminologue positiviste, et de Nina De Benedetti, femme cultivée et intelligente appartenant à une famille aisée de commerçants d'Alexandrie aux origines juives.
Les conceptions éducatives ouvertes et marquées par la liberté qu’avaient adoptées ses parents par rapport à leurs enfants rendirent l’atmosphère de la famille extrêmement stimulante au point de vue intellectuel pour Gina et pour ses frères. Dans la famille Lombroso, on donnait la priorité absolue au projet scientifico-culturel du père et Gina s’efforça depuis son plus jeune âge de devenir son aide et sa disciple.
En 1876, toute sa famille se transféra à Turin. Elle fut admise à fréquenter les écoles d'État et en même temps elle collabora avec le plus grand soin à l'Archivio di psichiatria, fondé par Cesare Lombroso en 1880, d'abord seulement dans le travail administratif et rédactionnel, en raison de son jeune âge, et ensuite également dans des contributions scientifiques. Elle fut inscrite à l'école professionnelle parce que sa famille la jugeait à tort peu douée pour affronter des études classiques mais à l'âge de seize ans, en 1888, elle passa au lycée classique de Turin.
Une fois son baccalauréat obtenu, en 1891, elle fut inscrite par ses parents à la Faculté des Lettres, malgré son désir de devenir médecin. Les études entreprises la déçurent profondément, se révélant peu intéressantes et ennuyeuses alors que les thématiques de l'anthropologie criminelle et de la psychiatrie avaient commencé à la passionner pendant sa collaboration ininterrompue avec son père.
En 1897, elle passa haut la main la licence en lettres et philosophie. Son diplôme obtenu, elle soumit de nouveau à sa famille son premier désir : entreprendre les études de médecine et, cette fois, on y consentit. Elle s'inscrivit à la Faculté de médecine et de chirurgie de Turin à l'âge vingt-cinq d'ans et fut diplômée en 1901, en présentant une thèse sur les avantages de la dégénérescence.

## Œuvres

### Écrits principaux
- I vantaggi della degenerazione, Bocca, Torino, 1904.
- Cesare Lombroso. Appunti sulla vita. Le opere (en collaboration avec Paola Lombroso), Bocca, Torino, 1906.
- Nell'America Meridionale (Brasile-Uruguay-Argentina), Treves, Milano, 1908.
- Riflessioni sulla vita. L'anima della donna. Libro I: La tragica posizione della donna, Addi, Firenze, 1917.
- Riflessioni sulla vita. L'anima della donna. Libro II: Le conseguenze dell'altruismo, Addi, Firenze, 1918.
- L'anima della donna, I ed. Zanichelli, Bologna, 1920; II ed. Zanichelli, Bologna, 1921; III ed.: in II volumi 1. Gli enigmi più oscuri, 2. Intelligenza ed amore, Zanichelli, Bologna, 1926.
- Cesare Lombroso. Storia della vita e delle opere narrata dalla figlia, I ed. Bocca, Torino, 1915; II ed. Zanichelli, Bologna, 1921.
- La donna nella vita. Riflessioni e deduzioni, Zanichelli, Bologna, 1923.
- Anime di donna. Vite vere, Zanichelli, Bologna, 1925.
- La donna nella società attuale, Zanichelli, Bologna, 1927.
- Le tragedie del progresso meccanico, Bocca, Torino, 1930.

### Écrits traduits en français
- L'âme de la femme, Payot, 1925 ;
- La Femme dans la société actuelle. Traduit de l'italien par François Le Hénaff, 1929 ;
- La Rançon du machinisme. Traduit de l'italien par Henri Winckler. Préface de Guglielmo Ferrero, 1931 ;
- L'éclosion d'une vie. notes sur Léo Ferrero-Lombroso de la naissance à vingt ans, Éditions Rieder, 1938 ;
- L'Œuvre de Léo Ferrero à travers la critique, 1943